# Dohány utca

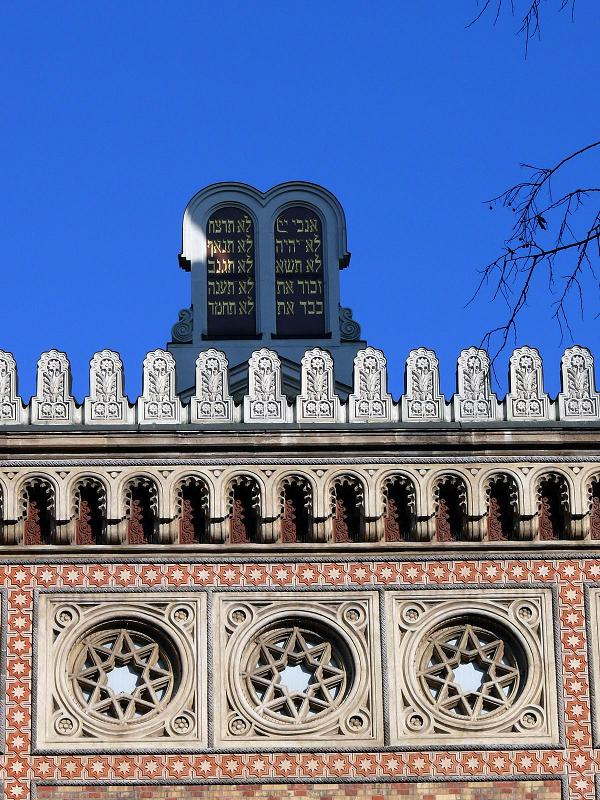
A Dohány utcai zsinagóga oromzatának részlete

A Dohány utca Budapest VII. kerületében, az Erzsébetvárosban található, a Rákóczi úttal és a Wesselényi utcával párhuzamos, a kiskörutat (Károly körutat) a Rottenbiller utcával összekötő, az Erzsébet körutat átszelő, mintegy 1,6 kilométer hosszú utca. A Dohány utca által határolt terek: a Herzl Tivadar tér és a Rózsák tere.

## Fekvése
Határai: Károly körút 3/a, Rottenbiller utca 24.

## Története

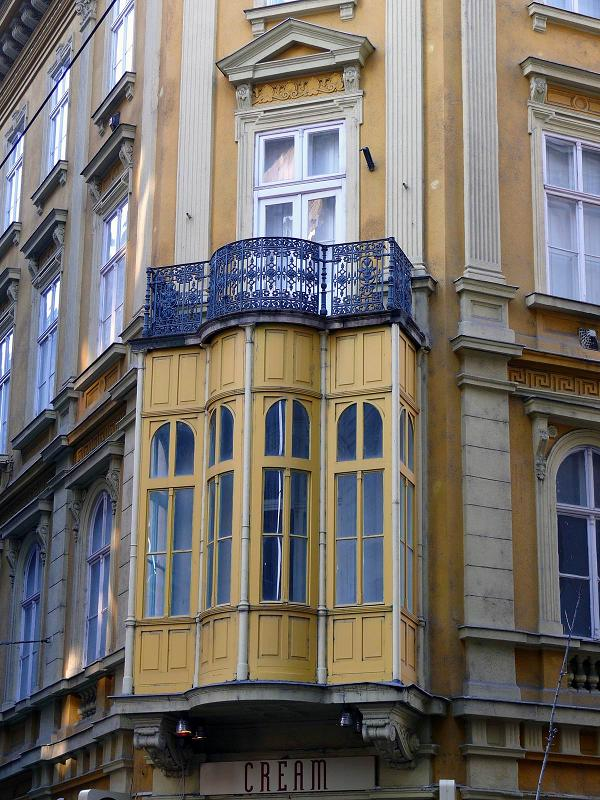
A Dohány utca 28. szám alatti lakóház

A ma ismert Dohány utcának először csupán 300 méteres szakaszát nyitották meg 1802-ben a mai Síp utca és Kazinczy utca között. Nevét először a 211. számú házban lakó, műhellyel is rendelkező népszerű és ismert Anton Prinder tubák- és dohánykészítő mesterről kapta: Tabakmacher Gasse (Dohánykészítő utca), majd 1804-től a Síp utca és a Károly körút közötti szakasz Seiten Landstrasse (Oldalsó országút) volt, ami 1817-ben lett véglegesen Tabakgasse. 1850-ben magyarítva Dohány utca. Az 1820-as években épült ki a Dohány utca ma ismert vonala, egészen a későbbi Rottenbiller utcáig, az ekkor kiépített új szakasz a Felbergasse (1850-től Fűzfa utca) nevet kapta, s csak 1874-től hívják teljes jelenlegi hosszában Dohány utcának.
Az utca megszületésétől fogva jelentős közlekedési útvonal volt, itt vezetett el a Pest városát az ország keleti részeivel összekötő kocsiút, a Hatvani (ma Rákóczi) út mentesítő szakasza. Ennek köszönhetően több szálló és vendéglő nyílt az utcában, ilyen volt például az 1838-as pesti árvíz idején Déryné Széppataki Rózának otthonul szolgáló Arany Szitához nevű szálló. A 19. század második felétől nagy arányban költöztek ide zsidók, s 1859-ben az utca elején avatták fel a pesti zsidóság első jelentős zsinagógáját. A második világháború végén itt húzódott a pesti gettó határa.

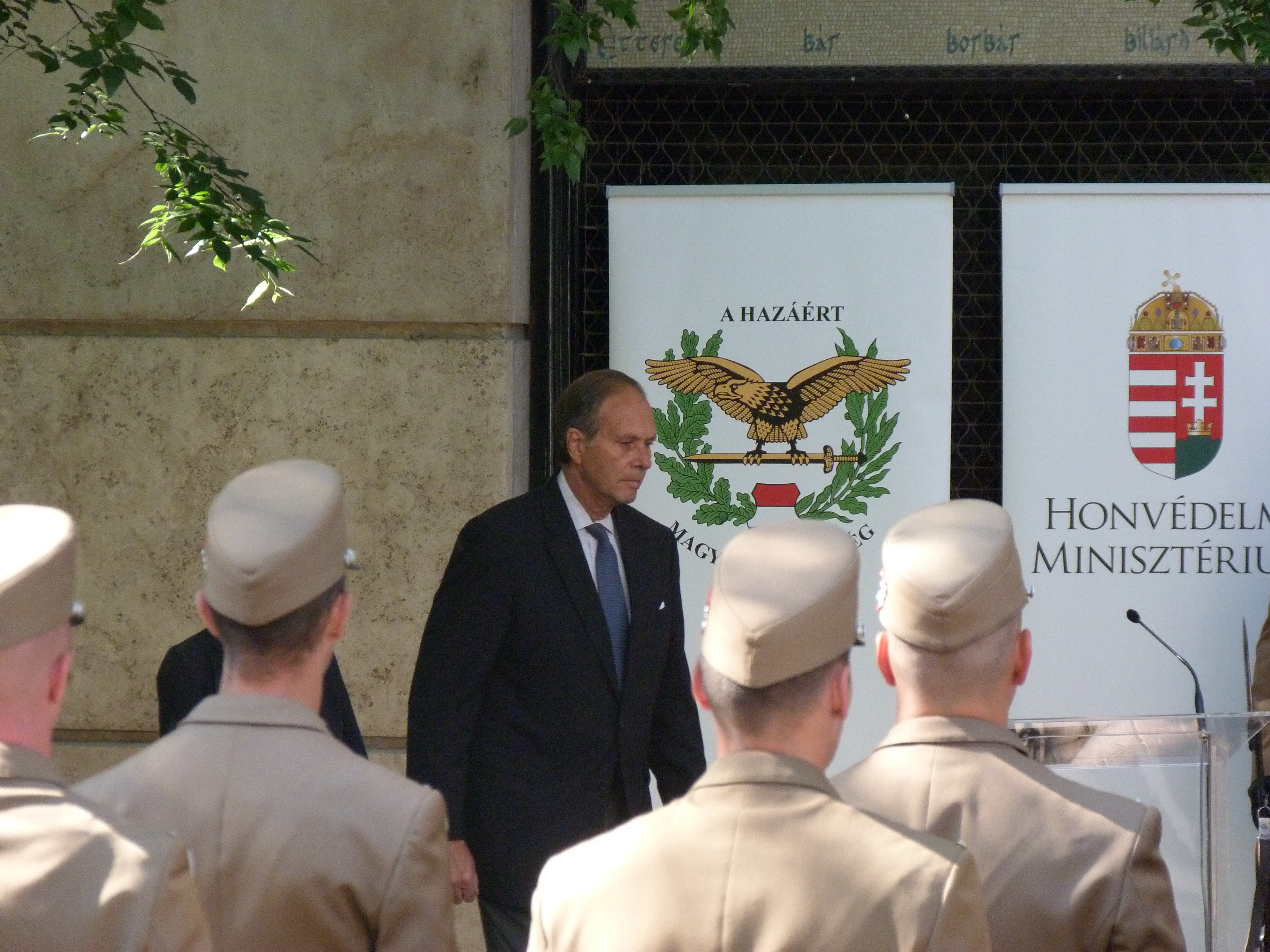
Koszorús Ferenc vezérkari ezredes emléktáblájának megkoszorúzása - 2014.07.04

## Jeles épületei
- Dohány u. 2–4. sz.

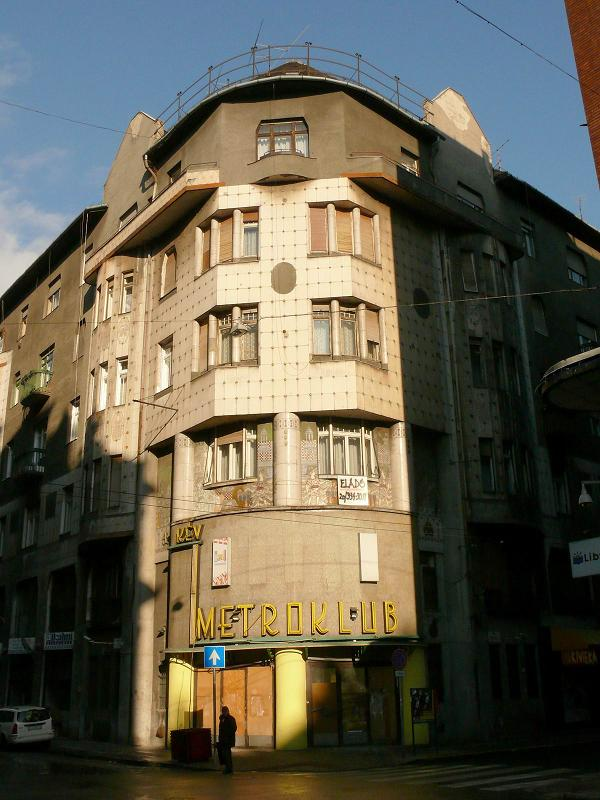
Az egykori Árkád bazár, a későbbi Metró Klub épülete

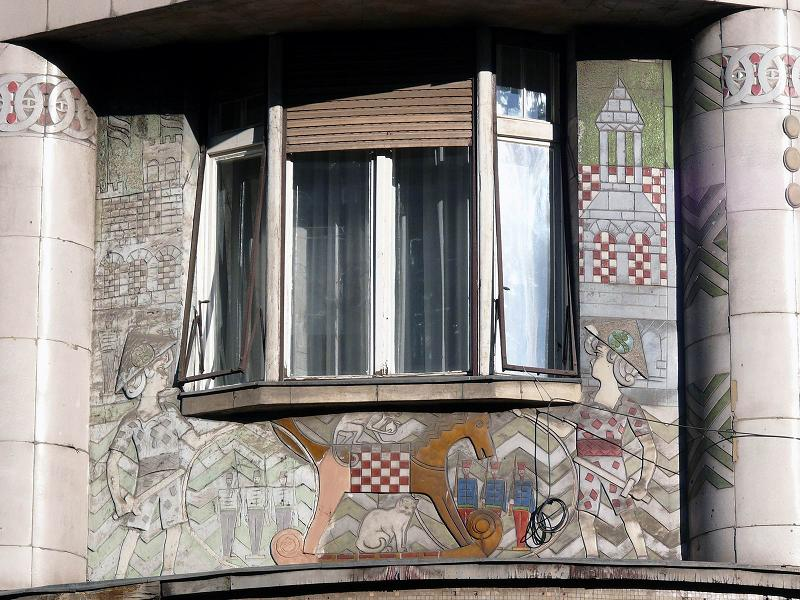
Az Árkád bazár homlokzatának részlete

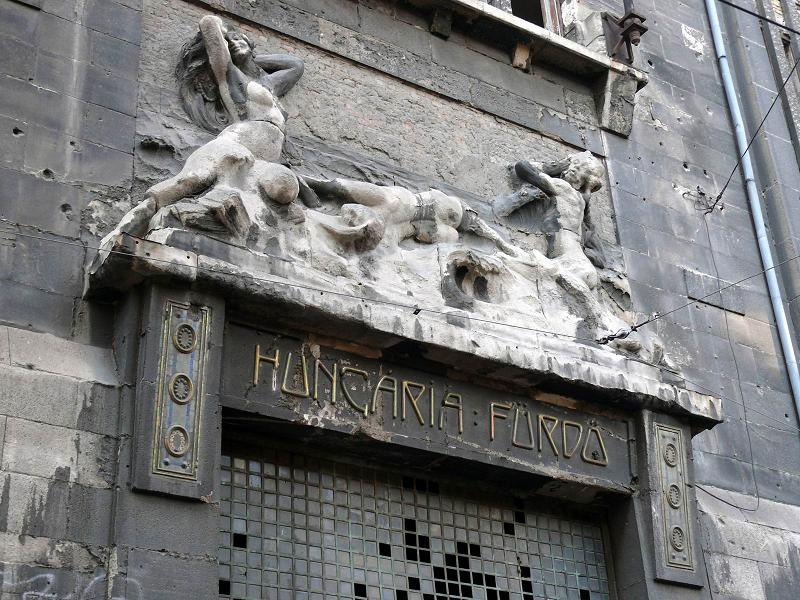
A Hungária fürdő homlokzatának részlete

- Dohány u. 3. sz. Lakóház (Kauser Lipót és Frey Lajos, romantikus, 1868)
- Dohány u. 6–8. sz. Zsinagóga (Ludwig Förster, 1859). A monumentális épület a kor legnagyobb zsidó imaháza lett. A mögötte lévő telken épült fel 1931-ben az első világháború zsidó halottainak emléket állító Hősök temploma (Vágó László és Faragó Ferenc tervei alapján), és itt alakították ki az 1990-es években a Raoul Wallenberg-emlékkertet
- Dohány u. 10. sz. Palmberger-ház (Hild József, klasszicista, 1844)
- Dohány u. 12–14. sz. A volt Tolnai Nyomda épülete, ma jelentősen átalakított irodaház. Az 1913-ban Jónás Dávid és Zsigmond tervei szerint felépült házban működött a Tolnai Simon alapította nyomda, ahol többek között a Tolnai Világlapja is készült. 1950-től az 1990-es évekig az Egyetemi Nyomda működött az épületben
- Dohány u. 16–18. sz. Lakóház (Hültl Dezső, historizáló, 1904). Az épület helyén álló Schiller-ház emeleti lakásában élt Petőfi Sándor 1847–1848-ban
- Dohány u. 20. sz. Jáhn-ház (eklektikus, 1893)
- Dohány u. 22–24. sz. Volt Árkád bazár, ma lakóház (Vágó László és József, szecessziós, 1909). A főváros játékáruházaként épült meg Árkád bazár néven, a különös hangulatú épület márványburkolatán ezért sorakoznak gyermekjátékok és állatfigurák. A jelenetsor alakjai Zsolnay-kerámiából készültek. A játékáruház bezárását követően előbb az Egressy, majd a Metro Klub üzemelt az épületben.
- Dohány u. 28. sz. Lakóház (Pán József, kora eklektikus, 1872). 1886 és 1890 között, országgyűlési képviselősége alatt e házban lakott Mikszáth Kálmán és családja
- Dohány u. 36. sz. Dániel-ház (Höfler József, historizáló, 1891). A 20. század elején az épületben működött az elegáns Marilla kávéház.
- Dohány u. 37. sz. Lakóház (Bíró Gyula, szecessziós, 1910)
- Dohány u. 39. sz. Csáki-ház (neogótikus, 1899)
- Dohány u. 40. sz. Lakóház (historizáló, 1874). A két világháború között itt működött a parázs verekedéseiről elhíresült Kolozsvár kávéház
- Dohány u. 42. sz. Volt Continental szálló (Novák Imre, 1890 k.), ma a helyén fizetőparkoló található. 1970-ig működött a többször átalakított épületben szálloda
- Dohány u. 44. sz. Volt Hungária fürdő (Ágoston Emil, szecessziós, 1910). A 19. század elején hideg, vasas gyógyvizet találtak a telken, és már 1827-ben felépült az első fürdő. Az Ágoston-féle épület a magyar szecesszió egyik legfigyelemreméltóbb homlokzatával büszkélkedhetett. A fürdő az 1920-as években megszűnt, földszintjén 1963-ig mozi és színház működött, alagsorában pedig irodalmi felolvasóesteket tartottak. Hátsó traktusát már lebontották, az épület pusztulásra van ítélve
- Dohány u. 46. sz. Lakóház (Vágó László, art deco, 1929)
- Dohány u. 58–62. sz. Lakóház (Rainer Károly, szecessziós, 1914)
- Dohány u. 59. sz. Lakóház (Mellinger Artúr, szecessziós, 1907)
- Dohány u. 63/b. sz. Lakóház (eklektikus, 1885). Gyermekkorában itt élt Füst Milán, akinek édesanyja a földszinten vezetett trafikot
- Dohány u. 68. sz. Havas-ház (eklektikus, 1893)
- Dohány u. 71. sz. Lakóház (szecessziós, 1900)
- Dohány u. 76. sz. Volt Otthon Kör, ma az Országos Cigány Önkormányzat székháza (Márkus Géza, eklektikus, 1898)